# Crioprecipitato
Il crioprecipitato è un emoderivato preparato dal plasma sanguigno. Uno dei componenti più importanti è il fattore VIII, motivo per cui il crioprecipitato è talvolta chiamato fattore anti-emofiliaco crioprecipitato. In molti contesti clinici, l'uso del crioprecipitato intero è stato sostituito con l'uso di concentrati di fattori della coagulazione da esso derivati.
Per creare il crioprecipitato, il plasma fresco congelato viene scongelato a 1-6 °C, viene quindi centrifugato e il precipitato viene raccolto; il precipitato viene risospeso in una piccola quantità di plasma residuo (generalmente 10-15 mL) e viene quindi ricongelato per la conservazione. Può essere conservato temperature di a -18 °C o ancora minori, per 12 mesi dalla data di raccolta originale. Dopo lo scongelamento, singole unità (o unità raggruppate con metodo sterile) possono essere conservate a 20-24 °C per un massimo di 6 ore; non può essere nuovamente congelato per la conservazione dopo essere stato scongelato, se non viene trasfuso.
Il cross-match non è necessario e tutti i gruppi AB0 sono adatti per la trasfusione a tutti i pazienti.